# Rahula (slak)
Rahula is een geslacht van weekdieren uit de  familie van de Clausiliidae.

## Soorten
- Rahula delopleura Vermeulen, Liew & Schilthuizen, 2015
- Rahula macropleuris (Benson, 1859)
- Rahula raricostulata (E. A. Smith, 1893)